# 涅季亞日諾
50°30′58″N 32°6′27″E / 50.51611°N 32.10750°E
涅季亞日諾（烏克蘭語：Нетяжино），是烏克蘭的村落，位於該國北部切爾尼戈夫州，由普里盧基區負責管轄，始建於1881年，面積1.24平方公里，海拔高度125米，2001年人口159，人口密度每平方公里128.2人。